# Promethes albipes
Promethes albipes là một loài tò vò trong họ Ichneumonidae.